# Campionato francese boulder di arrampicata
Il Campionato francese boulder di arrampicata è il campionato francese di arrampicata organizzato annualmente dalla Fédération française de la montagne et de l'escalade (FFME) dal 1998.
Gli altri due Campionati francesi di specialità dell'arrampicata sono:
- il Campionato francese lead di arrampicata
- il Campionato francese speed di arrampicata

## Albo d'oro
| Edizione | Data           | Luogo                   | Uomini                   | Donne               |
| -------- | -------------- | ----------------------- | ------------------------ | ------------------- |
| 1998     |                | L'Argentière-la-Bessée  | Daniel Du Lac            | Liv Sansoz          |
| 1999     |                | Clamecy                 | Anthony Lamiche          | Marie Laure Beghin  |
| 2000     |                | Clamecy                 | Jérôme Meyer             | Sandrine Levet      |
| 2001     | 19 - 20 maggio | Clamecy                 | Alexandre Chabot         | Myriam Motteau      |
| 2002     | 25 - 26 maggio | Saint-Jean-de-Maurienne | Jérôme Meyer             | Sandrine Levet      |
| 2003     | 10 - 11 maggio | Firminy                 | Jérôme Meyer             | Sandrine Levet      |
| 2004     | 13 maggio      | Apt                     | Daniel Du Lac            | Sandrine Levet      |
| 2005     | 11 settembre   | Grenoble                | Stéphane Julien          | Sandrine Levet      |
| 2006     | 27 maggio      | Plouha                  | Loic Gaidioz             | Emilie Abrgrall     |
| 2007     | 1º maggio      | Apt                     | Fabien Dugit             | Florence Pinet      |
| 2008     | 5 aprile       | Fontainebleau           | Jérôme Meyer             | Juliette Danion     |
| 2009     | 10 aprile      | Le Pouzin               | François Kaiser          | Florence Pinet      |
| 2010     | 30 aprile      | Bron                    | François Kaiser          | Mélissa Le Nevé     |
| 2011     | 8 aprile       | Millau                  | François Kaiser          | Anne-Laure Chevrier |
| 2012     | 30 - 31 marzo  | Millau                  | Guillaume Glairon Mondet | Mélanie Sandoz      |
| 2013     | 9 - 10 marzo   | Chambéry                | Thomas Caleyron          | Mélissa Le Nevé     |

## Maggiori vincitori di campionati francesi boulder
Nelle seguenti tabelle sono indicati tutti gli atleti vincitori di almeno 2 campionati francesi.

### Uomini
| Nome            | Campionati francesi boulder |
| --------------- | --------------------------- |
| Jérôme Meyer    | 4                           |
| François Kaiser | 3                           |
| Daniel Du Lac   | 2                           |

### Donne
| Nome            | Campionati francesi boulder |
| --------------- | --------------------------- |
| Sandrine Levet  | 5                           |
| Florence Pinet  | 2                           |
| Mélissa Le Nevé | 2                           |